# Verhnea Orihivka, Lutuhîne
Verhnea Orihivka (în ucraineană Верхня Оріхівка) este un sat în comuna Volnuhîne din raionul Lutuhîne, regiunea Luhansk, Ucraina.

## Demografie
Componența lingvistică a localității Verhnea Orihivka
     Ucraineană (82,22%)
     Rusă (17,78%)
Conform recensământului din 2001, majoritatea populației localității Verhnea Orihivka era vorbitoare de ucraineană (82,22%), existând în minoritate și vorbitori de rusă (17,78%).